# Boussole (constellation)
Pyxis
Pour les articles homonymes, voir boussole (homonymie).
La Boussole (en latin Pyxis, littéralement « petite boîte », contraction du nom original Pyxis Nautica) est une petite constellation du ciel austral, sans étoile particulièrement lumineuse.

## Histoire
La constellation de la Boussole est limitrophe de l'immense Navire Argo repertoriée par Claude Ptolémée. Elle fut créée par l'astronome français Nicolas-Louis de Lacaille en 1752, après avoir observé et catalogué presque 10 000 étoiles durant un relevé de deux ans à l'observatoire royal du cap de Bonne-Espérance. Il a ainsi délimité quatorze nouvelles constellations dans les pans du ciel de l'hémisphère sud qui ne sont pas visibles de l'Europe. Toutes sauf une honoraient des instruments qui symbolisaient l'ère des Lumières. Lacaille a latinisé son nom en Pixis [sic] Nautica sur son planisphère de 1763.
Les Grecs anciens identifiaient les quatre étoiles principales de la Boussole comme étant le mât du légendaire Navire Argo de Jason. Cependant, malgré cette histoire et même si elle demeure nommée d'après un élément nautique, la Boussole n'était pas considérée comme étant partie intégrante du Navire Argo à l'époque moderne. Par conséquent elle ne partageait pas la suite de lettres grecques de la désignation de Bayer que l'astronome allemand Johann Bayer avait attribué au étoiles du Navire, et qui ont été ensuite réparties entre la Carène, les Voiles et la Poupe par Lacaille lorsqu'il divisât cette constellation en trois. La Boussole est une constellation additionnelle créée par l'astronome français, qu'il séparait du Navire Argo sur sa carte.
L'astronome allemand Johann Bode a défini la constellation du Lochium Funis, « le Loch et la ligne » — un instrument autrefois utilisé pour mesurer la vitesse et la distance parcourue en mer — aux côtés de la Boussole sur son atlas d'étoiles de 1801, mais cette représentation n'a ensuite jamais été reprise. En 1844, l'astronome britannique John Herschel a tenté de faire renaître la configuration antique du Naviro Argo en renommant la constellation « le Mât » d'après une suggestion de  Francis Baily, mais Benjamin Gould a ultérieurement restauré la nomenclature de Lacaille.

## Étoiles principales
Lacaille a attribué des désignations de Bayer à dix étoiles, cataloguées de α (Alpha) à λ (Lambda) Pyxidis, tout en ignorant les lettres grecques iota et kappa.

### α Pyxidis
L'étoile la plus brillante de la constellation est α Pyxidis. Avec une magnitude apparente de seulement 3,68, cette étoile est en fait éloignée de près de 850 années-lumière. Située près de la Voie lactée, elle est encore obscurcie par la poussière interstellaire. C'est une géante bleue très chaude (22 900 K en surface), 18 000 fois plus brillante que le Soleil et 8 fois plus grande que celui-ci. Elle est assez jeune (probablement aux alentours de 18 millions d'années).

### Autres étoiles
β Pyxidis est une étoile orangée, 100 fois plus lumineuse que le Soleil.
T Pyxidis est une nova récurrente, de magnitude 14 entre ses explosions inégalement espacées, entre 12 et 44 ans sur ses six dernières occurrences, soit une moyenne de 19 ans.

## Objets célestes
La Boussole renferme les amas ouverts NGC 2627, NGC 2635 et NGC 2658, situés du côté Sud-Ouest de la constellation, dans une région bordée par la Voie lactée. Le premier, de par sa magnitude apparente égale à 8,4, peut être observé avec une paire de jumelles. 
La constellation abrite la galaxie spirale NGC 2613, distinguable dans un petit télescope, et la nébuleuse planétaire NGC 2818. L'amas globulaire de la Boussole, un amas globulaire relativement éloigné du centre de notre galaxie, s'y trouve également.